# HyperDrive-C

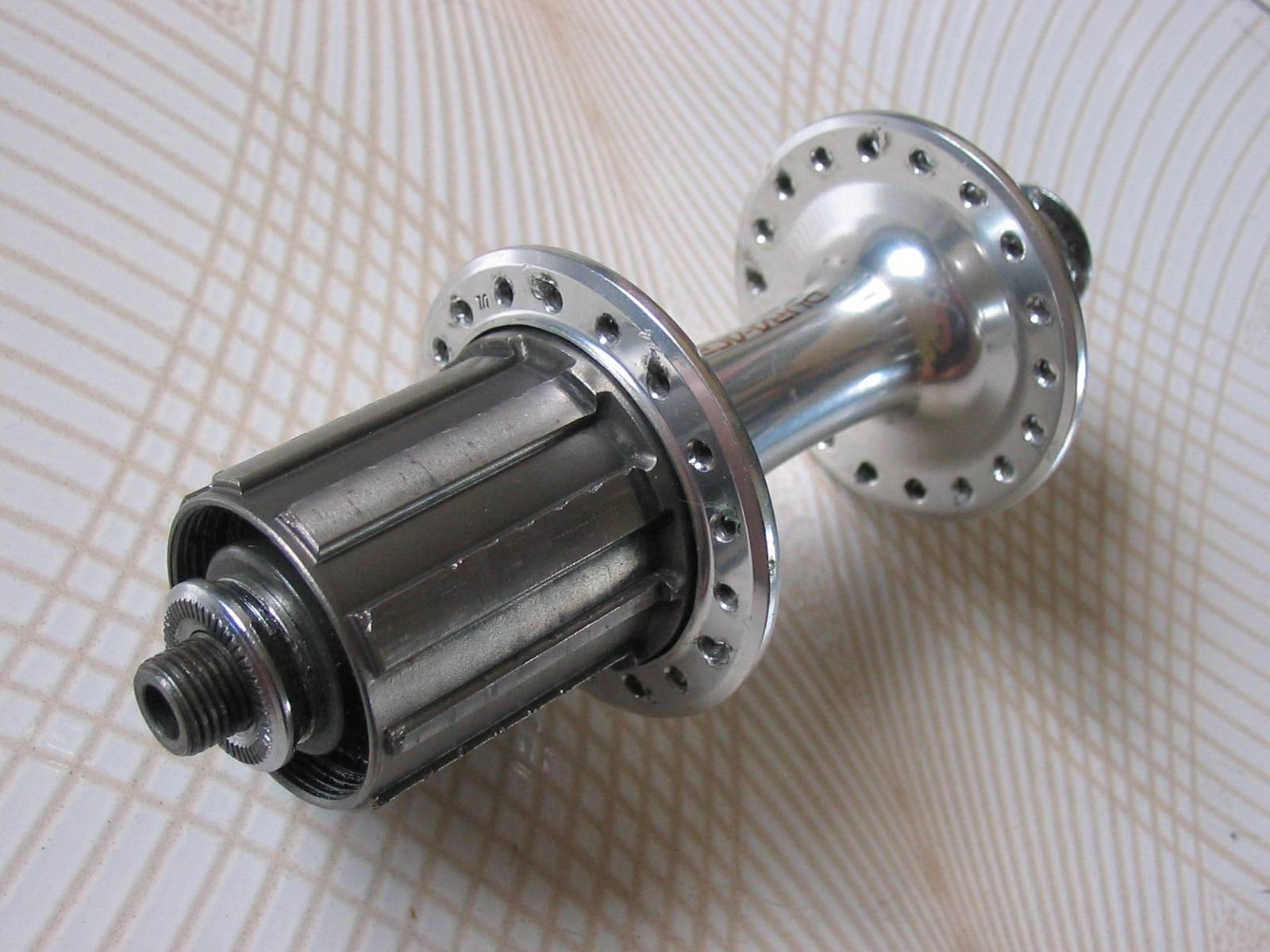
Piasta z bębenkiem HyperDrive-C

HyperDrive-C (Compact) – system Shimano obejmujący elementy napędu w rowerach górskich. Wprowadzony w 1994 roku niemal we wszystkich grupach osprzętu jako odpowiedź na MicroDrive, bardzo podobny system zaprojektowany i wdrożony dwa lata wcześniej przez firmę SunTour.
Założeniem HyperDrive-C było zmniejszenie wielkości zębatek przednich i tylnych przy jednoczesnym zachowaniu zakresu przełożeń. Do początku lat 90. XX wieku najmniejsze zębatki mechanizmu korbowego miały 24 zęby, a kasety 12. Dzięki systemowi MicroDrive można już było stosować przednie zębatki nawet o 20 zębach, więc Shimano postanowiło umożliwić używanie kaset z 11-zębną najmniejszą koronką. Takie posunięcie wymagało dwóch zmian konstrukcyjnych:
- skrócenia wypustek na bębenku
- zmniejszenia średnicy zakrętki kasety

Poza tym Shimano zastosowało mniejszy rozstaw śrub mocujących przednie zębatki (94/58 mm) oraz zmniejszyło promień klatki przerzutki przedniej. Pierwsze mechanizmy korbowe HyperDrive-C miały układ zębatek 42/32/22, a kasety w tym systemie zakres 11-28.
Zaletą HyperDrive-C było zmniejszenie masy całego napędu, lecz mniejsza liczba zębów oraz większe załamania łańcucha podczas pracy odbiły się negatywnie na trwałości. Od słowa „Compact” przyjęło się w gwarze rowerowej określać napędy z mniejszymi zębatkami mianem „kompaktowych”.